# Suprema Corte da Ucrânia
O Supremo Tribunal da Ucrânia (em ucraniano:  Верховний Суд України, Verkhovny Sud Ukrayiny) é o órgão judicial de mais alto nível no sistema de tribunais de jurisdição geral na Ucrânia.
A autoridade do Tribunal deriva da Constituição da Ucrânia, mas grande parte da sua estrutura está definida na legislação.

## Estrutura
O Tribunal é composto por várias câmaras judiciais.  Em julho de 2010, as funções do Tribunal foram severamente limitadas.  Mas em novembro de 2011 as funções do Tribunal foram alargadas e o número de juízes passou a 48. 
As nomeações para o Tribunal são feitas após os candidatos selecionados em concurso serem avaliados pelo Supremo Conselho de Justiça, que elabora uma lista final de candidatos para o Supremo Tribunal.  Após um decreto presidencial relevante, esses candidatos se tornam juízes da Suprema Corte. Cada membro do Tribunal (como acontece com todos os juízes na Ucrânia) é obrigado a se aposentar aos 65 anos. 

## História
O primeiro Supremo Tribunal da Ucrânia foi estabelecido em 15 de dezembro de 1917 como o Tribunal Geral da República Popular da Ucrânia. Logo depois, em 17 de janeiro de 1918, o governo comunista da Secretaria do Povo da Ucrânia declarou a criação do Tribunal do Povo da Ucrânia.
Em 8 de julho de 1918, o Hetman da Ucrânia mudou completamente o escalão superior da jurisdição judicial no país.
O tribunal na Ucrânia soviética foi estabelecido em 11 de março de 1923. Mudou-se para o Palácio Klov do século XVIII em 2003.
Na reforma judicial introduzida em 2016, três tribunais foram abolidos e suas funções transferidas para câmaras especiais do Supremo Tribunal da Ucrânia:
- O Tribunal Superior Especializado em Casos Cíveis e Criminais, que cobre processos cíveis e criminais;
- O Supremo Tribunal Administrativo da Ucrânia, cobrindo processos administrativos;
- O Supremo Tribunal Comercial da Ucrânia, que cobre casos comerciais.

## Lideres

### Período independente
| Nome                  | Mandato        | Duração do mandato |
| --------------------- | -------------- | ------------------ |
| Oleksandr Yakymenko   | 1991-1993      | 2 anos e 53 dias   |
| Heorhiy Butenko       | 1993-1994      | 342 dias           |
| Vitaliy Boiko         | 1994–2002      | 7 anos e 307 dias  |
| Vasyl Malyarenko      | 2002–2006      | 3 anos e 252 dias  |
| Vasyl Onopenko        | 2006–2011      | 4 anos e 362 dias  |
| Petro Pylypchuk       | 2011–2013      | 1 ano e 116 dias   |
| Yaroslav Romanyuk     | 2013–2017      | 4 anos e 177 dias  |
| Valentyna Danishevska | 2017– presente | 7 anos e 106 dias  |